# Impatiens polyneura
Impatiens polyneura är en balsaminväxtart som beskrevs av K.M. Liu. Impatiens polyneura ingår i släktet balsaminer, och familjen balsaminväxter. Inga underarter finns listade i Catalogue of Life.